# Calliclinus geniguttatus
Calliclinus geniguttatus är en fiskart som först beskrevs av Valenciennes, 1836.  Calliclinus geniguttatus ingår i släktet Calliclinus och familjen Labrisomidae. Inga underarter finns listade.